# Heinrich Roller

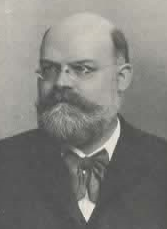
Heinrich Roller

Christian Heinrich Roller (* 10. März 1839 in Berlin; † 6. September 1916 ebenda, auch Roland vom Hochplateau) war ein deutscher Schriftsteller und Humorist. Er begründete ein deutsches Stenografiesystem.

## Leben und Werk
Heinrich Roller bereitete sich während seiner Tischlerlehre auf den Beruf des Zeichenlehrers vor. Im Berliner Handwerkerverein erlernte er 1859 die von Arends entworfene Kurzschrift, die er später maßgeblich verbesserte. Sein System erschien 1875 und wurde schon 17 Jahre später von etwa 200 Vereinen mit insgesamt 4500 Mitgliedern auch in verschiedenen Fremdsprachen gepflegt. Daneben schrieb Roller humoristische Texte unter dem Pseudonym Roland vom Hochplateau.

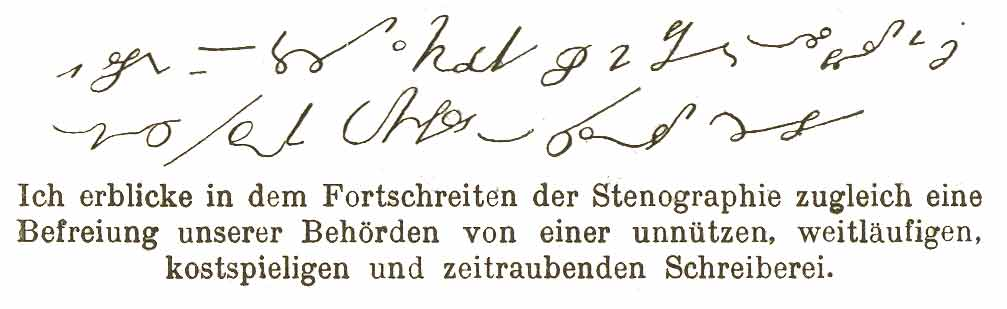
Schriftbeispiel der Rollerschen Stenografie

## Nachleben

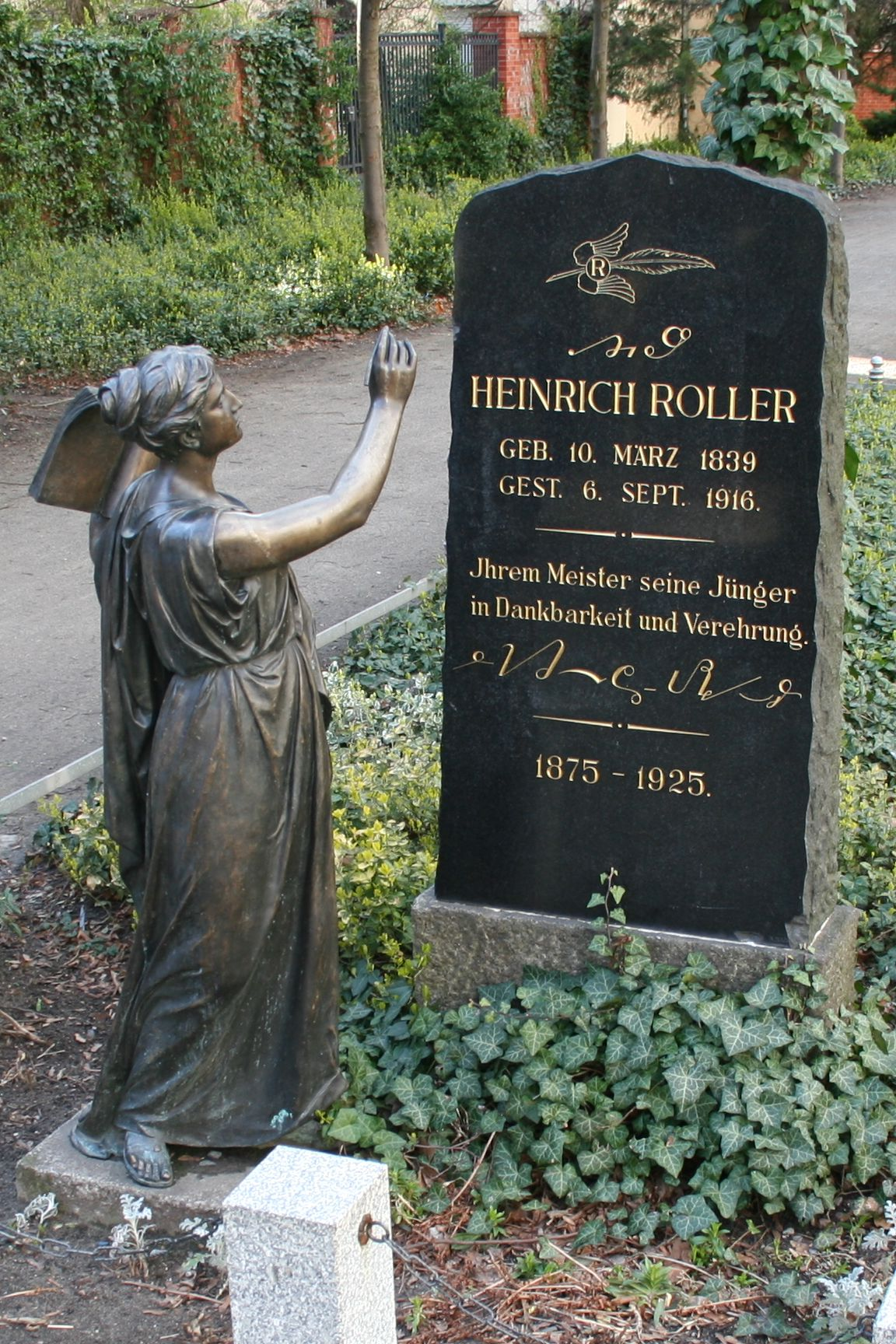
Heinrich Rollers Grab, mit einer Schreiberin von Heinrich Pohlmann

Sein Grab befindet sich auf dem Friedhof der Freireligiösen Gemeinde in der Pappelallee in Berlin-Prenzlauer Berg. Am 25. November 1925 wurde im gleichen Berliner Ortsteil die seit ihrer Entstehung 1866 so benannte Heinersdorfer Straße ihm zu Ehren in Heinrich-Roller-Straße umbenannt. Anlass war damals der 50. Jahrestag der Rollerschen Kurzschrift.
In einer Gedenkveranstaltung anlässlich des Treffens der Arbeitsgemeinschaft deutscher Stenographie-Systeme vom 14. bis 18. Juli 2006 würdigten die Stenografen das Leben und Wirken des Heinrich Roller als Mensch, Stenograf, Sozialdemokrat, Freireligiöser, Schriftsteller und Volksdichter.

## Schriften
- Vollständiger Lehrgang einer einfachen, in wenigen Stunden erlernbaren Stenographie für den Schul-, Korrespondenz- und parlamentarischen Gebrauch. 20. Aufl. Berlin: Selbstverlag des Verfassers, 1887.
- Humoristische Erinnerungen aus dem alten Berlin. Eine Reise kurzweiliger und belehrender Erzählungen aus der Mitte dieses Jahrhunderts. 4. Aufl. Berlin: Selbstverlag des Verfassers, o. J.; Nachdruck (herausgegeben zur Gedenkveranstaltung anlässlich des 90. Todestages), Berlin 2006
- Humoristische Erinnerungen aus dem alten Berlin. 2. Auflage. Neu-Ruppin: Verlag von Emil Rohr, 1884. Digitalisiert durch die Zentral- und Landesbibliothek Berlin, 2017. http://nbn-resolving.de/urn:nbn:de:kobv:109-1-12259014